# Lily Gladstone
Lily Gladstone (ur. 2 sierpnia 1986 w Kalispell) – amerykańska aktorka filmowa i telewizyjna. 
Zadebiutowała w filmie Jimmy P (2012). Grała w niezależnych filmach reżyserki Kelly Reichardt - Kobiecy Świat (2016), Pierwsza krowa (2019). 
Wystąpiła w odcinkach seriali Room 104 produkcji HBO (2017–2020), Billions produkcji Showtime (2016–2023) i Reservation Dogs stacji FX (2021–2023).
Gladstone zagrała w dramacie kryminalnym reżyserii Martina Scorsese Czas Krwawego Księżyca (2023). Została pierwszą rdzenną Amerykanką, która zdobyła Złoty Glob dla najlepszej aktorki w filmie dramatycznym i drugą, która otrzymała nominację do Oscara dla najlepszej aktorki.

## Życiorys
Gladstone urodziła się 2 sierpnia 1986 roku w Kalispell w stanie Montana. Wychowywała się w rezerwacie Blackfeet w Browning. Ze strony ojca pochodzi od Indian Ameryki Północnej z plemion Blackfeet (Siksikaitsitapi ) i Nez Perce (Nimíipuu).
Chęć zostania aktorką powstała u młodej Gladstone w wieku pięciu lat, kiedy to zobaczyła film Powrót Jedi. Lily należała w dzieciństwie do grupy teatralnej Missoula Children's Theatre w jej rodzinnym mieście East Glacier w stanie Montana. 
Kiedy dziewczynka była w gimnazjum, rodzice postanowili przeprowadzić się całą rodziną do okolic Seattle, aby być bliżej rodziców matki Lily. Wówczas młoda Gladstone zapisała się do grupy teatralnej Stone Soup Theatre, którego członkowie grali w filmach i pracach dyplomowych studentów szkół filmowych.
W 2004 roku ukończyła szkołę średnią w Mountlake Terrace w stanie Waszyngton. W 2008 roku ukończyła studia na Uniwersytecie Montana, uzyskując tytuł licencjata sztuk pięknych (BFA) na kierunku aktorstwo-reżyseria oraz dyplom ze specjalizacji z Indianistyki, pisząc prace na temat rdzennych Amerykanów wśród aktorów Hollywood. Podczas studiów zainteresowała się Teatrem Uciśnionych. Wystąpiła także w tamtym czasie w filmach Riders to the Sea (2006), Richard III (2006), Miss Julie (2007) i Coyote on a Fence (2008). 
Po ukończeniu studiów prowadziła zajęcia i warsztaty aktorskie w swojej rodzinnej miejscowości. Uczyła metody aktorstwa nazywanej „ogrodem rzeźb”. Była to część projektu mającego na celu zapobieganie przemocy domowej wobec kobiet.

## Kariera
Gladstone zadebiutowała w filmie Jimmy P (2012). Następnie zagrała w Winter in the Blood (2012) i Buster's Mal Heart (2016).
Pierwszą rolą, dzięki której zyskała większą rozpoznawalność była postać Jamie w filmie Kelly Reichardt Kobiecy Świat (2016). Rola ta przyniosła Gladstone nagrodę Los Angeles Film Critics Association dla najlepszej aktorki drugoplanowej oraz nagrodę Boston Society of Film Critics dla najlepszej aktorki drugoplanowej. Otrzymała także nominację do nagrody Independent Spirit Awards dla najlepszej aktorki drugoplanowej oraz nagrodę Gotham (Gotham Independent Film Awards).
Gladstone zagrała rolę Kate Keller w sztuce The Miracle Worker wystawionej w 2014 roku przez Montana Repertory Theatre.
W 2017 roku Gladstone prowadziła serię Crash Course o produkcji filmowej na kanale YouTube.

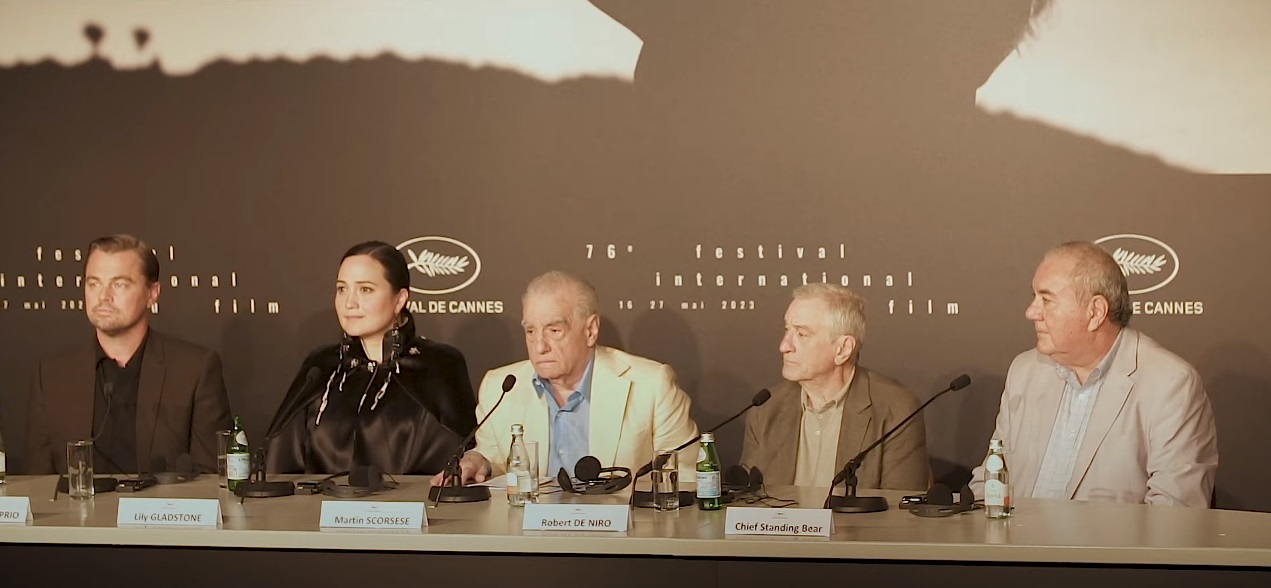
Gladstone na Festiwalu Filmowym w Cannes w 2023 r. z Leonardo DiCaprio, Martinem Scorsese, Robertem De Niro.

Gladstone w 2019 zagrała w filmie Kelly Reichardt - Pierwsza krowa. W 2022 za rolę w filmie Nieznany kraj, w reżyserii Morrisy Maltz, otrzymała nagrodę Gotham za wybitną pierwszoplanową kreację.
Gladstone zagrała główną rolę Mollie Kyle w filmie fabularnym Martina Scorsese Czas Krwawego Księżyca, który miał premierę kinową w październiku 2023 roku. W 2024 roku zdobyła Złoty Glob dla najlepszej aktorki w filmie dramatycznym, jako pierwsza rdzenna Amerykanka. Jest także drugą przedstawicielką tej grupy, nominowaną do Oscara dla najlepszej aktorki.
Zasiadała w jury konkursu głównego na 77. MFF w Cannes (2024).

## Filmografia

### Film
| Rok  | Tytuł                  | Rola                         |
| ---- | ---------------------- | ---------------------------- |
| 2012 | Jimmy P                | Sunshine First Rise          |
| 2013 | Winter in the Blood    | Marlene                      |
| 2016 | Kobiecy Świat          | Jamie                        |
| 2016 | Buster's Mal Heart     | Konsjerż na porannej zmianie |
| 2017 | Walking Out            | Lila                         |
| 2019 | Pierwsza krowa         | Żona naczelnika              |
| 2022 | Nieznany kraj          | Tana                         |
| 2022 | Quantum Cowboys        | Linde                        |
| 2022 | The Last Manhunt       | Maria                        |
| 2023 | Fancy Dance            | Jax                          |
| 2023 | Czas Krwawego Księżyca | Mollie Kyle                  |

### Telewizja
| Rok     | Tytuł              | Rola                      | Odcinek                     |
| ------- | ------------------ | ------------------------- | --------------------------- |
| 2017    | Scalped            | Karol Czerwony Kruk       | Pilot                       |
| 2017    | Crash Course       | Prowadząca                | 15 odcinków                 |
| 2017–20 | Pokój 104          | Operator 911 / Abby       | 2 odcinki                   |
| 2019–23 | Billions           | Roksana                   | 6 odcinków                  |
| 2021    | Tuca i Bertie      | Mechanik Jastrzębi (głos) | Odcinek: „Mechanika ptaków” |
| 2022–23 | Rdzenni i wściekli | Hokti                     | 2 odcinki                   |